# 니노미야정 (지바현)

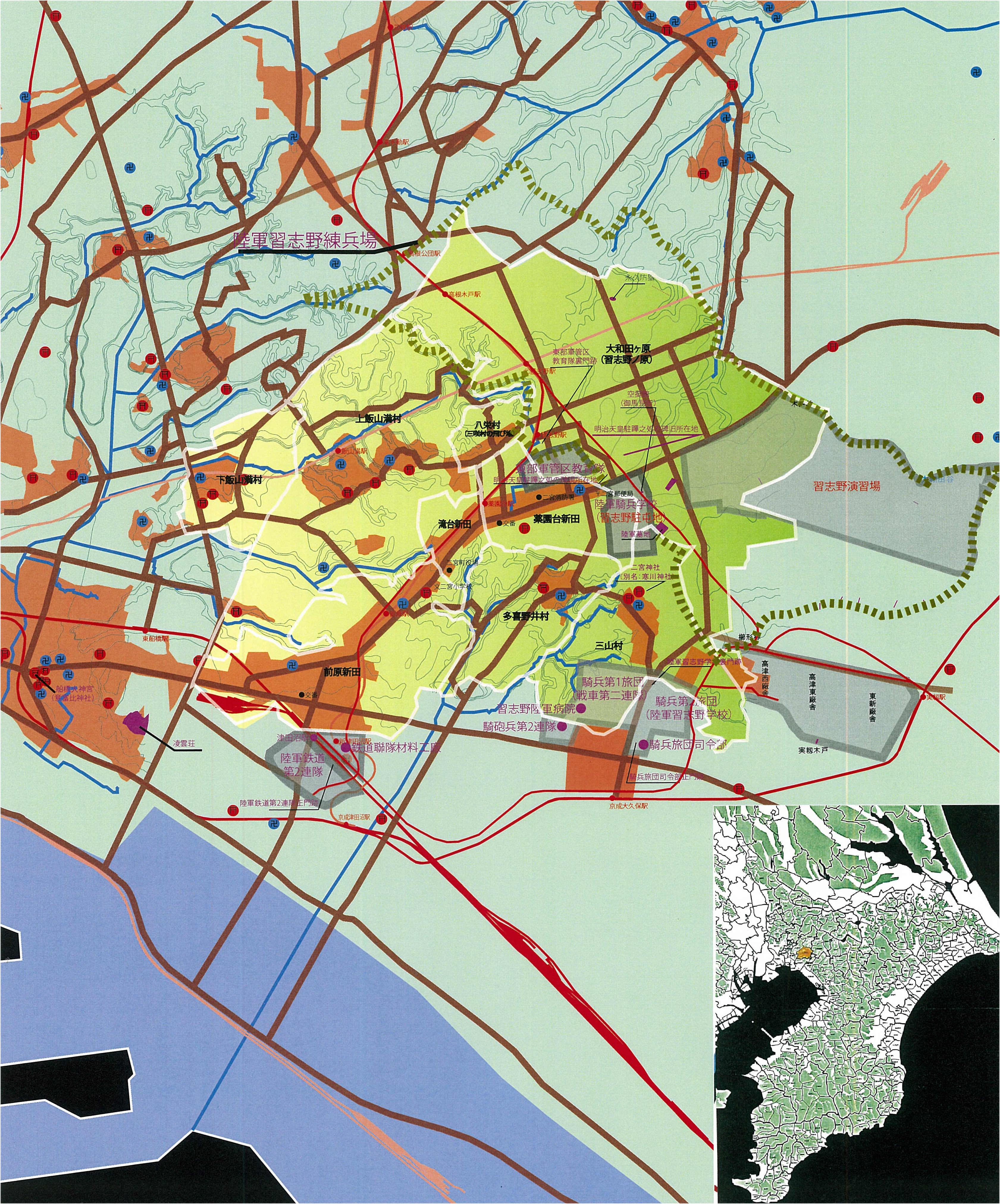
니노미야 지구

니노미야정(二宮町)은 지바현 지바군에 일찍이 존재했던 정이다. 현재의 후나바시시에 해당한다.

## 지리
1889년 지바군 다키다이신덴, 야쿠엔다이신덴, 미야마촌, 다키노이촌, 마에하라신덴, 가미이야마만무라, 시모이야마만촌 등 7개 촌이 합병해 니노미야촌이 성립되었다. '니노미야'라는 이름의 유래는 넓은 신앙권을 가진 니노미야 신사(구 명칭 사가와 신사)에서 따온 것이다.
또한, 시치바야시는 니노미야정 안에 있는 야카사에촌의 비지였다.
관공서는 다키다이신다(현 니노미야 출장소)에 두었고, 1928년에는 정으로 승격해 니노미야정이 되었다. 지역적으로도 같은 지바군의 쓰다누마(현 나리시노시)와 오와다(현 야치요시)와 가까워 '나리시노 지명의 발상지'가 니노미야정 지역에 위치하고 있다. 전쟁 전에는 혼마치와 쓰다누마정, 마쿠하리정, 도쿠하시촌, 오와다정, 무쓰미촌, 도요토미촌 등 7개 마을을 합병하여 오니시노시(習志野市)를 건설하는 구상이 제기되었으나 실현되지는 않았다.
전후에도 같은 지바군 쓰다누마정과 합병할 것인지, 서쪽 이웃이지만 히가시카쓰시카군(東葛飾郡)에 있는 후나바시시(船橋市)에 편입할 것인지를 놓고 갈등을 겪었지만, 결국 1953년 8월 1일 후나바시시(船橋市)에 편입되어 사실상 소멸되었다.

## 역사
- 1889년 4월 1일 - 정촌제의 시행에 의해 7개촌이 합병해 지바군 니노미야촌이 성립하였다.
- 1928년 11월 10일 - 정으로 승격해, 지바군 니노미야정이 되었다.
- 1953년 8월 1일 - 후나바시시에 편입해, 동일 니노미야정은 폐지되었다.

## 교통

### 도로
- 나리타 가도 (현 국도 296호선)

### 철도
- 일본국유철도 (현의 JR동일본)
  - 소부 본선

↓
- 신케이세이 전철
  - 신케이세이 선